# Самарська державна філармонія
Самарська державна філармонія — державна установа культури міського округу Самара, заснована 5 квітня 1940 року.
Філармонія веде концертну, музично-лекційну діяльність.

## Виконавці
- Академічний симфонічний оркестр (художній керівник і головний диригент — народний артист Росії Михайло Щербаков; диригент — заслужений артист Росії Георгій Клементьєв)
- Камерний оркестр
- Відділ літературно-музичних програм (Олімп, режисер — заслужений артист Росії Сергій Куранов)
- Ансамбль російських народних інструментів (художній керівник — заслужений артист Росії Раміль Батиршін)
- «Полі-Арс»
- Органістка — заслужена артистка Росії Людмила Камеліну

## Місцезнаходження та історія
Концертний зал філармонії розташований за адресою вулиця Фрунзе, будинок 141.
Сучасна будівля побудована на місці колишнього цирку-театру «Олімп». «Олімп» був побудований в 1907 році за проектом архітектора Платона Васильовича Шаманського: будівля в стилі модерн налічувала 1100 глядацьких місць. В «Олімпі» був свій постійний концертний оркестр, працював буфет. В «Олімпі» виступали Федір Шаляпін, Володимир Маяковський, Олександр Блок, Леонід Собінов, Іван Козловський. В 1917 році зі сцени цирку-театру «Олімп» Валеріан Куйбишев оголосив про перемогу радянської влади в Самарі. У 1940 році в цьому будинку розмістилася Куйбишевська філармонія: згідно наказу № 71 обласного відділу у справах мистецтв 8 травня 1940 року співробітники філармонії почали свій перший робочий день.
У 1974 році будівлю цирку було вирішено реконструювати, але в результаті стару будівлю було знесено, а нову побудовано трохи далі від перехрестя. Проект архітектора Юрія Васильовича Храмова враховував традиції самарського модерну і нова будівля філармонії виявилася зовні схожа на стару будівлю «Олімпу». У 1988 році нову будівлю самарської філармонії відкрилося для глядачів.
У 2001 році в самарській філармонії встановлений орган фірми «Рудольф фон Беккерат».
Будівля самарської філармонії використовувалося як місце зйомок серіалу «Життя і доля»